# UFC Fight Night: Saint Preux vs. Okami
UFC Fight Night: Saint Preux vs. Okami (también conocido como UFC Fight Night 117) fue un evento de artes marciales mixtas organizado por Ultimate Fighting Championship. Se llevó a cabo el 23 de septiembre de 2017 en el Saitama Super Arena, en Saitama, Japón.

## Historia
Una revancha entre el excampeón de peso semipesado de la UFC, Maurício Rua y Ovince Saint Preux, se esperaba que encabezara este evento. El emparejamiento se reunió previamente en UFC Fight Night: Shogun vs Saint Preux en noviembre de 2014, donde Saint Preux derrotó a Rua por nocaut en el minuto de apertura de la pelea. El 16 de septiembre, a tan sólo una semana del evento, Rua se retiró de la pelea debido a una lesión en la rodilla y fue reemplazado por Yushin Okami.
El evento estelar enfrentó a los pesos semipesados Ovince Saint Preux y Yushin Okami.
El evento coestelar enfrentó a Claudia Gadelha y Jessica Andrade en un combate de peso paja femenino.